# Yusha: Heaven's Gate
 (octobre 2012).
Si vous disposez d'ouvrages ou d'articles de référence ou si vous connaissez des sites web de qualité traitant du thème abordé ici, merci de compléter l'article en donnant les références utiles à sa vérifiabilité et en les liant à la section « Notes et références ».
Pour les articles homonymes, voir Heaven's Gate.
Yusha: Heaven's Gate (ヘブンズ ゲート, Heaven's Gate) est un jeu de combat sorti en 1996 sur borne d'arcade, développé par Racdym (maintenant connu sous le nom Racjin) et publié par Atlus.
Le 13 décembre 1996, le jeu a été porté sur PlayStation au Japon. En octobre 1997, JVC Digital Studios le distribue en Europe